# チチチチ
『チチチチ』は、クール教信者による日本の漫画作品。『ヤングチャンピオン烈』（秋田書店）にて2013年No.11から連載中。話数表記は「○房」。
主人公である絵本作家の万光と巨乳な女子大生の珍太郎とのちょっとエッチな共同生活を描くコメディ作品である。1話につきストーリー形式の漫画とおまけの4コマ漫画が2本付く形式がほとんどである。掲載誌の特色を活かし、作者の商業作品としては過激な性的描写が多く、かつそのほとんどがパイズリシーンというのが特徴である。作者自身も1巻のあとがきで、この本は相当自分の性癖が出ており、こういった内容の漫画が描ける雑誌はヤンチャン烈くらいだろうと書いている。一説には商業誌に公開する予定の無い作品であったが、趣味で書いていたところを編集部に見つかって連載が始まったという話もある。

## ストーリー
都会で一人暮らししている絵本作家の万光は、ある日ネット友達の珍太郎に大学進学のためルームシェアを頼まれる。気心の知れた仲なのであっさり受諾するも現れたのは超巨乳の綺麗な女性であった。 男性だと思ってた光は戸惑うが、珍太郎はあっさり受け入れてしまう。こうして奇妙な共同生活が始まった。
時折ハプニング的にパイズリをするなど翻弄される日々を送っていたが、珍太郎が光に過去や自身への思いを聞いた際に珍太郎の感情が爆発し、明確に一線を越えてしまう。その後、紆余曲折を経て本名や素性を知らないまま恋人同士となる。

## 登場人物
万 光（よろず ひかる）
主人公。絵本作家をしている青年。名前はハンドルネームで本名は作中下の名前のみ「コウイチ」と明かされた。。年齢は25歳。家族は母親と妹（紗南）と姉（アヤ）がいることが判明している。
童顔で小柄な為、実年齢より幼く見える。基本的にはおとなしくて優しい性格であり、おっぱいフェチ。早漏気味で珍太郎らに頻繁に射精させられてしまう。霊感が強い。一人称は「僕」だが稀に「俺」を使うこともある。
珍太郎と同じ大学に通っていたのだが、カツアゲを初めとしたいじめで3年前に中退。大学側も事情を汲み取っていたため、休学扱いになっており（第57房より）、逆に、いじめグループは退学となったが、大学に戻ることに恐怖心を抱き、マンションで暮らしながら、バイトで生計を立てていたが、ヨロズヒカルの名で絵本作品「パインとズリン」を発表し、一躍メジャーとなる。大学でのトラウマから、対人恐怖症気味であり、大学にも未練を抱く。
珍太郎とはネットで知り合って仲良くなり、ルームシェアを承諾するが、女性であることは知らなかったため、彼女との同居生活で心身共に翻弄される日々を送る。珍太郎に対しては何か大きな問題を抱えていると感じているため、必要以上の干渉を避けていたが、徐々に珍太郎に惹かれていき、恋人関係になる。また、大学時代のいじめグループにもケジメを付けた。やがて珍太郎との結婚まで意識するようになる。
珍太郎（ちんたろう）
ヒロイン。光が通っていた都会の大学に通う学生。
金髪のロングヘアーと巨乳が特徴で近所や学内では「胸の大きい人」で話が通じる程。大学の法学部に通うかたわら、様々なバイトもこなしている。名前はハンドルネームで、本名や素性に関しては謎の多い女性だが下の名前が「ナナカ」と明かされた。性格は、あっけらかんとして性的なことにも積極的で、光から痴女と評され、宮ノ森は貞操観念の薄さに驚愕するほど。一方ナイーブな面もありひょんなことで感情を爆発させたり暴走行為に走ることもある。父親の顔を知らないため、レイプされて生まれた子だと思っている。そのためかレイプ物の作品は大嫌いでネットで批判する書き込みをしたり、光の私物の雑誌からその作品を見つけたときは激怒し、光への逆レイプにまでおよんだ。
光に対してはネットで唯一自身の相談を受け、励ましてくれて、大学進学を目指すきっかけにもなったことから感謝しており、ネット時代に想像していた外見のイメージとは違ったものの変わらず好意を抱いている。
紗南（さな）
光の妹。女子高生。
極度のブラコンで幼いころから光が大好きなのだが女性的な身体（巨乳）に成長した為、高校生の頃から光から避けられるようになり不満を持っている。その為、兄と同居している珍太郎を敵視。普段は寡黙だが激昂した時などには大声となる極端な声量の持ち主。また、心の声での発言は過激なものが多い。
西湖 あずさ（にしこ あずさ）
光の担当編集者。ビン底眼鏡をかけたスレンダーな28歳の女性。
光からは恋愛経験が豊富そうに思われているが実は処女。光の作家活動をサポートする傍ら、年長者の立場から珍太郎との生活についての相談相手となっており、光には恋心を抱いていた。光が通っていた大学に知人の女性教諭がいる。
宮ノ森（みやのもり）
珍太郎に憑いている幽霊の女性。享年24。
霊感の強い光を話し相手としており、光の身体に憑依することもある。恋愛観は古風。
その正体は珍太郎と真奈菜の母で12の時に珍太郎を産んだと発言している。生前は弁護士だったと珍太郎は述懐している。
真奈菜（まなな）
珍太郎の妹。
小柄な体格に釣り合わない巨乳の持ち主。特技は催眠術。姉とは逆に古風な雰囲気の持ち主であり、上品な言葉遣いをするが毒舌家な一面も。現在は人気のない廃墟に一人暮らし中。
珍太郎を連れ帰ろうと光に対し、様々な性的誘惑をしてくるが、光のことを気にいり始め、彼がいじめグループに報復されそうになった際には助けている。光の妹・紗南とも仲良くなるが、自身に催眠術をかけて男性と化した状態で紗南との行為におよぶこともある。紗南からは「ガキンチョ」と呼ばれている。
雪代岬（ゆきしろ みさき）
光と同じ絵本作家。
子供の頃から絵本が好きであり、趣味を経て絵本作家となり、動物中心の作品を手掛けているが、清楚な印象とは裏腹に露出的。
光の作品である「パインとズリン」に否定的であったがカズヒロ・ヨルの名を用いた光と出会い、後に「万光は珍太郎とカズヒロ・ヨルのユニットであり、珍太郎がアイディアを出している」という光の案を信じたことから、光への態度を改める。
華名奈（はなな）
珍太郎と真奈菜の養母。
珍太郎姉妹が住んでいた里の長であり、その里は過疎化するはずだったが華名奈の手で女性が男性を性的誘惑するのが日常と化している。
小柳（こやなぎ）
華名奈の付き人である女性。

## 書誌情報
- クール教信者 『チチチチ』 秋田書店〈ヤングチャンピオン烈コミックス〉、既刊7巻（2024年5月20日現在）
  1. 2015年6月19日発売[4]、ISBN 978-4-253-25601-8
  2. 2016年12月20日発売[5]、ISBN 978-4-253-25602-5
  3. 2018年7月20日発売[6]、ISBN 978-4-253-25603-2
  4. 2019年11月20日発売[7]、ISBN 978-4-253-25604-9
  5. 2021年5月20日発売[8]、ISBN 978-4-253-25605-6
  6. 2022年9月20日発売[9]、ISBN 978-4-253-25615-5
  7. 2024年5月20日発売[10]、ISBN 978-4-253-25672-8